# Gran Premio de Argentina de Motociclismo de 2015
El Gran Premio de Argentina de 2015 (oficialmente Gran Premio Red Bull de la República Argentina) fue la tercera prueba del Campeonato del Mundo de Motociclismo de 2015. Tuvo lugar en el fin de semana del 17 al 19 de abril de 2015 en el Autódromo Termas de Río Hondo, situado en la ciudad de Termas de Río Hondo de la Provincia de Santiago del Estero, Argentina.
La carrera de MotoGP fue ganada por Valentino Rossi, seguido de Andrea Dovizioso y Cal Crutchlow. Johann Zarco fue el ganador de la prueba de Moto2, por delante de Álex Rins y Sam Lowes. La carrera de Moto3 fue ganada por Danny Kent, Efrén Vázquez fue segundo y Isaac Viñales tercero.

## Resultados

### Resultados MotoGP
| Pos.    | N.º | Piloto           | Constructor    | Vueltas | Tiempo    | Parrilla | Puntos |
| ------- | --- | ---------------- | -------------- | ------- | --------- | -------- | ------ |
| 1       | 46  | Valentino Rossi  | Yamaha         | 25      | 41:35.644 | 8        | 25     |
| 2       | 4   | Andrea Dovizioso | Ducati         | 25      | +5.685    | 6        | 20     |
| 3       | 35  | Cal Crutchlow    | Honda          | 25      | +8.298    | 4        | 16     |
| 4       | 29  | Andrea Iannone   | Ducati         | 25      | +8.352    | 3        | 13     |
| 5       | 99  | Jorge Lorenzo    | Yamaha         | 25      | +10.192   | 5        | 11     |
| 6       | 38  | Bradley Smith    | Yamaha         | 25      | +19.876   | 10       | 10     |
| 7       | 41  | Aleix Espargaró  | Suzuki         | 25      | +24.333   | 2        | 9      |
| 8       | 44  | Pol Espargaró    | Yamaha         | 25      | +27.670   | 18       | 8      |
| 9       | 45  | Scott Redding    | Honda          | 25      | +34.397   | 11       | 7      |
| 10      | 25  | Maverick Viñales | Suzuki         | 25      | +34.808   | 9        | 6      |
| 11      | 9   | Danilo Petrucci  | Ducati         | 25      | +40.206   | 7        | 5      |
| 12      | 43  | Jack Miller      | Honda          | 25      | +42.654   | 21       | 4      |
| 13      | 8   | Héctor Barberá   | Ducati         | 25      | +42.729   | 12       | 3      |
| 14      | 76  | Loris Baz        | Yamaha Forward | 25      | +42.853   | 22       | 2      |
| 15      | 6   | Stefan Bradl     | Yamaha Forward | 25      | +43.037   | 16       | 1      |
| 16      | 69  | Nicky Hayden     | Honda          | 25      | +43.252   | 20       |        |
| 17      | 50  | Eugene Laverty   | Honda          | 25      | +43.400   | 14       |        |
| 18      | 63  | Mike Di Meglio   | Ducati         | 25      | +43.808   | 23       |        |
| 19      | 19  | Álvaro Bautista  | Aprilia        | 25      | +44.878   | 19       |        |
| 20      | 33  | Marco Melandri   | Aprilia        | 25      | +56.236   | 24       |        |
| 21      | 17  | Karel Abraham    | Honda          | 25      | +1:03.371 | 17       |        |
| 22      | 15  | Alex de Angelis  | ART            | 25      | +1:08.444 | 25       |        |
| Ret     | 7   | Hiroshi Aoyama   | Honda          | 24      | Caída     | 15       |        |
| Ret     | 93  | Marc Márquez     | Honda          | 23      | Caída     | 1        |        |
| Ret     | 68  | Yonny Hernández  | Ducati         | 6       | Retirado  | 13       |        |
| Fuente: |     |                  |                |         |           |          |        |

### Resultados Moto2
| Pos.    | N.º | Piloto              | Constructor | Vueltas | Tiempo    | Parrilla | Puntos |
| ------- | --- | ------------------- | ----------- | ------- | --------- | -------- | ------ |
| 1       | 5   | Johann Zarco        | Kalex       | 23      | 39:44.497 | 1        | 25     |
| 2       | 40  | Álex Rins           | Kalex       | 23      | +2.715    | 5        | 20     |
| 3       | 22  | Sam Lowes           | Speed Up    | 23      | +4.161    | 4        | 16     |
| 4       | 36  | Mika Kallio         | Kalex       | 23      | +5.310    | 10       | 13     |
| 5       | 21  | Franco Morbidelli   | Kalex       | 23      | +7.958    | 22       | 11     |
| 6       | 12  | Thomas Lüthi        | Kalex       | 23      | +9.408    | 3        | 10     |
| 7       | 11  | Sandro Cortese      | Kalex       | 23      | +9.926    | 8        | 9      |
| 8       | 7   | Lorenzo Baldassarri | Kalex       | 23      | +10.028   | 13       | 8      |
| 9       | 94  | Jonas Folger        | Kalex       | 23      | +10.152   | 6        | 7      |
| 10      | 55  | Hafizh Syahrin      | Kalex       | 23      | +11.316   | 16       | 6      |
| 11      | 39  | Luis Salom          | Kalex       | 23      | +11.764   | 18       | 5      |
| 12      | 1   | Esteve Rabat        | Kalex       | 23      | +11.872   | 2        | 4      |
| 13      | 77  | Dominique Aegerter  | Kalex       | 23      | +14.005   | 17       | 3      |
| 14      | 95  | Anthony West        | Speed Up    | 23      | +20.788   | 19       | 2      |
| 15      | 73  | Álex Márquez        | Kalex       | 23      | +21.321   | 20       | 1      |
| 16      | 23  | Marcel Schrötter    | Tech 3      | 23      | +25.693   | 12       |        |
| 17      | 25  | Azlan Shah          | Kalex       | 23      | +26.537   | 25       |        |
| 18      | 88  | Ricard Cardús       | Tech 3      | 23      | +26.686   | 21       |        |
| 19      | 44  | Steven Odendaal     | Kalex       | 23      | +27.397   | 26       |        |
| 20      | 30  | Takaaki Nakagami    | Kalex       | 23      | +27.779   | 15       |        |
| 21      | 4   | Randy Krummenacher  | Kalex       | 23      | +28.559   | 11       |        |
| 22      | 19  | Xavier Siméon       | Kalex       | 23      | +35.988   | 9        |        |
| 23      | 70  | Robin Mulhauser     | Kalex       | 23      | +36.457   | 24       |        |
| 24      | 10  | Thitipong Warokorn  | Kalex       | 23      | +46.710   | 27       |        |
| 25      | 66  | Florian Alt         | Suter       | 23      | +47.522   | 28       |        |
| 26      | 60  | Julián Simón        | Speed Up    | 23      | +1:02.910 | 14       |        |
| 27      | 51  | Zaqhwan Zaidi       | Suter       | 23      | +1:06.741 | 30       |        |
| 28      | 2   | Jesko Raffin        | Kalex       | 23      | +1:06.839 | 29       |        |
| Ret     | 96  | Louis Rossi         | Tech 3      | 18      | Retirado  | 23       |        |
| Ret     | 3   | Simone Corsi        | Kalex       | 1       | Caída     | 7        |        |
| Fuente: |     |                     |             |         |           |          |        |

### Resultados Moto3
| Pos.    | N.º | Piloto                 | Constructor | Vueltas | Tiempo    | Parrilla | Puntos |
| ------- | --- | ---------------------- | ----------- | ------- | --------- | -------- | ------ |
| 1       | 52  | Danny Kent             | Honda       | 21      | 38:25.621 | 2        | 25     |
| 2       | 7   | Efrén Vázquez          | Honda       | 21      | +10.334   | 4        | 20     |
| 3       | 32  | Isaac Viñales          | Husqvarna   | 21      | +10.396   | 5        | 16     |
| 4       | 44  | Miguel Oliveira        | KTM         | 21      | +10.767   | 1        | 13     |
| 5       | 41  | Brad Binder            | KTM         | 21      | +11.117   | 14       | 11     |
| 6       | 20  | Fabio Quartararo       | Honda       | 21      | +11.195   | 15       | 10     |
| 7       | 98  | Karel Hanika           | KTM         | 21      | +11.388   | 6        | 9      |
| 8       | 5   | Romano Fenati          | KTM         | 21      | +11.603   | 34       | 8      |
| 9       | 33  | Enea Bastianini        | Honda       | 21      | +11.712   | 9        | 7      |
| 10      | 31  | Niklas Ajo             | KTM         | 21      | +11.806   | 16       | 6      |
| 11      | 21  | Francesco Bagnaia      | Mahindra    | 21      | +11.958   | 17       | 5      |
| 12      | 11  | Livio Loi              | Honda       | 21      | +12.355   | 10       | 4      |
| 13      | 76  | Hiroki Ono             | Honda       | 21      | +12.501   | 8        | 3      |
| 14      | 84  | Jakub Kornfeil         | KTM         | 21      | +12.644   | 19       | 2      |
| 15      | 17  | John McPhee            | Honda       | 21      | +12.772   | 18       | 1      |
| 16      | 65  | Philipp Öttl           | KTM         | 21      | +22.477   | 20       |        |
| 17      | 16  | Andrea Migno           | KTM         | 21      | +23.352   | 13       |        |
| 18      | 29  | Stefano Manzi          | Mahindra    | 21      | +28.746   | 25       |        |
| 19      | 2   | Remy Gardner           | Mahindra    | 21      | +30.409   | 26       |        |
| 20      | 63  | Zulfahmi Khairuddin    | KTM         | 21      | +30.644   | 27       |        |
| 21      | 12  | Matteo Ferrari         | Mahindra    | 21      | +30.786   | 24       |        |
| 22      | 88  | Jorge Martín           | Mahindra    | 21      | +44.095   | 22       |        |
| 23      | 55  | Andrea Locatelli       | Honda       | 21      | +45.153   | 28       |        |
| 24      | 40  | Darryn Binder          | Mahindra    | 21      | +49.149   | 29       |        |
| 25      | 19  | Alessandro Tonucci     | Mahindra    | 21      | +51.073   | 30       |        |
| 26      | 22  | Ana Carrasco           | KTM         | 21      | +56.185   | 32       |        |
| 27      | 24  | Tatsuki Suzuki         | Mahindra    | 21      | +1:01.461 | 31       |        |
| 28      | 91  | Gabriel Rodrigo        | KTM         | 20      | +1 vuelta | 33       |        |
| Ret     | 9   | Jorge Navarro          | Honda       | 15      | Retirado  | 7        |        |
| Ret     | 58  | Juan Francisco Guevara | Mahindra    | 12      | Retirado  | 11       |        |
| Ret     | 10  | Alexis Masbou          | Honda       | 7       | Retirado  | 12       |        |
| Ret     | 23  | Niccolò Antonelli      | Honda       | 4       | Caída     | 3        |        |
| Ret     | 95  | Jules Danilo           | Honda       | 3       | Caída     | 21       |        |
| Ret     | 6   | María Herrera          | Husqvarna   | 0       | Caída     | 23       |        |
| Fuente: |     |                        |             |         |           |          |        |